# 熊谷市立文化センタープラネタリウム館
熊谷市立文化センタープラネタリウム館（くまがやしりつぶんかせんたーぷらねたりうむかん）は、埼玉県熊谷市にある科学教育施設である。プラネタリウム及び天文台を有している。

## 利用案内[1]

### 開館時間
9:00から17:00

### 休館日
- 毎週月曜日。ただし、この日が国民の祝日に当たるときは、その翌日。翌日に当たる日が休日に当たるときは、その日以降で休日を除く直近の日。
- 毎月第1金曜日
- 国民の祝日の翌日。ただし、この日が休日並びに日曜日および土曜日に当たるときを除きます。
- 12月28日から1月4日まで
- 春と秋の特別整備期間

## 機材

### プラネタリウム[2]
ドーム径12m、座席数100席、五藤光学ウラノス

### 天文台[1]
- 望遠鏡 SINDEN-PRO400CN型
- 主鏡口径406ミリメートル反射望遠鏡
- ニュートン焦点 fl 2000ミリメートル
- カセグレン焦点 fl 6000ミリメートル
- 赤道儀架台(ミカゲ光器製)
- 副望遠鏡(サブスコープ)
- 口径150ミリメートルED屈折望遠鏡 fl 1800ミリメートル